# Jelena Borissowna Janowskaja

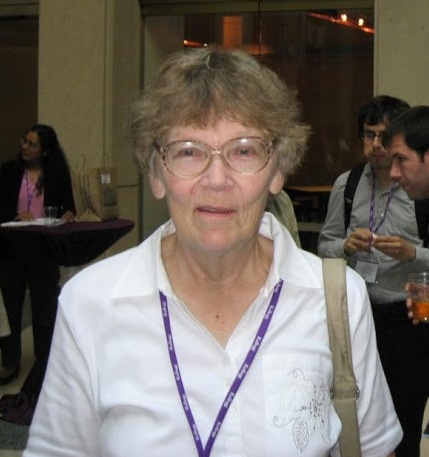
Jelena Borissowna Janowskaja (Third World Congress of the Game Theory Society Chicago 2008)

Jelena Borissowna Janowskaja (russisch Елена Борисовна Яновская; * 20. Mai 1938 in Leningrad, Sowjetunion) ist eine russische Mathematikerin.

## Leben
Janowskaja, Tochter des Geologen Boris Janowski und Schwester der Physikerin Tatjana Janowskaja, studierte an der Universität Leningrad (LGU) in der Mathematik-Mechanik-Fakultät mit Abschluss 1959 am Lehrstuhl für Wahrscheinlichkeitstheorie und Mathematische Statistik.
Anschließend arbeitete Janowskaja in der Leningrader Abteilung des Moskauer Steklow-Instituts für Mathematik der Akademie der Wissenschaften der UdSSR (AN-SSSR, seit 1991 Russische Akademie der Wissenschaften (RAN)). Nach der Aspirantur verteidigte sie 1964 an der LGU ihre Dissertation über Spiele mit quasi-invarianten Kernen auf einem Einheitsquadrat mit Erfolg für die Promotion zur Kandidatin der physikalisch-mathematischen Wissenschaften.
Ab 1965 arbeitete Janowskaja in der Leningrader Abteilung des Moskauer Zentralen Wirtschaftsmathematischen Instituts (ZEMI) der AN-SSSR, in der sie schließlich das Laboratorium für Spieltheorie leitete.
Janowskaja wechselte 1975 als Sektorleiterin und führende wissenschaftliche Mitarbeiterin zum Institut für Probleme der Sozialökonomie an der AN-SSSR. Sie verteidigte 1980 an der LGU ihre Dissertation über Prinzipien des Gleichgewichts in der Spieltheorie mit Erfolg für die Promotion zur Doktorin der physikalisch-mathematischen Wissenschaften 1982.
Von 1990 bis 2015 arbeitete Janowskaja in dem aus der Leningrader ZEMI-Abteilung entstandenen Leningrader/St. Petersburger wirtschaftsmathematischen Institut der AN-SSSR/RAN und leitete das Laboratorium für Spieltheorie und Entscheidungstheorie. 2003 wurde sie zur Professorin ernannt. Seit 2009 ist sie Mitarbeiterin der St. Petersburger Schule für Ökonomie und Management der Wirtschaftshochschule Moskau.

## Ehrungen, Preise
- Kantorowitsch-Preis der RAN (2014)[5]